# Janca

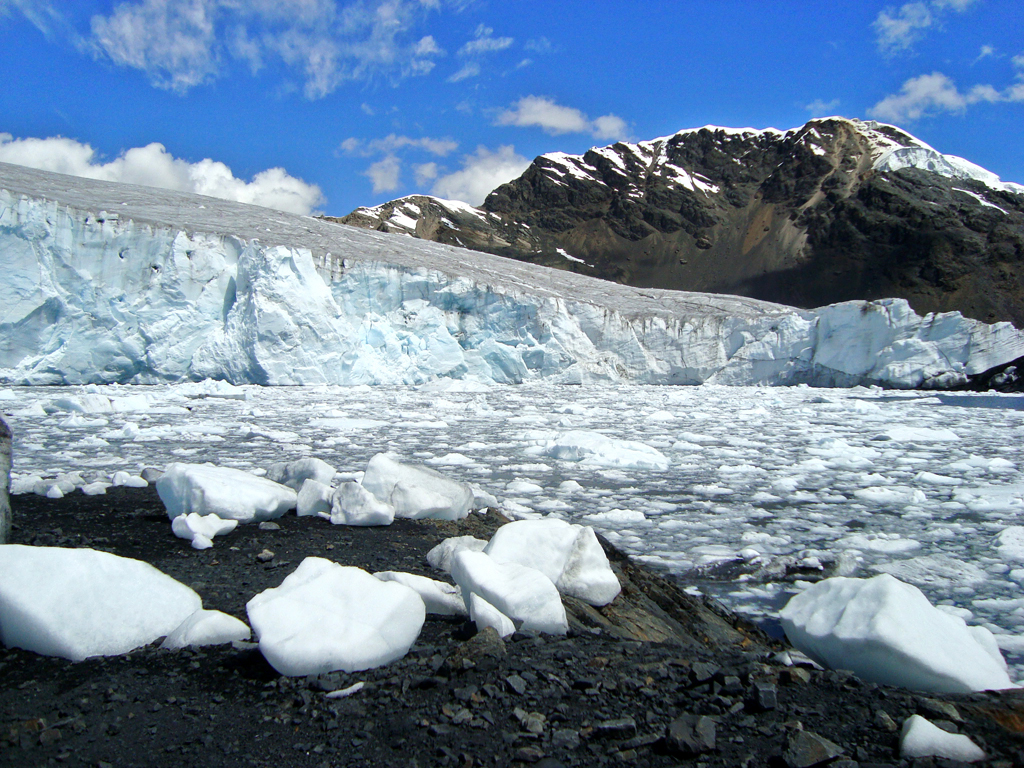
El glaciar Pastoruri a 5,000

La región janca (del Aimara janq'u, "blanco") o Cordillera es la denominación que le da el geógrafo Javier Pulgar Vidal a la región más alta de los Andes, sobre los 4800 m s. n. m., donde se ubican las nieves perpetuas.
Se caracteriza por sus pisos escarpados. Lo difícil de su geografía impide la presencia continuada del hombre, pero sí una movilización continua de gente, debido a la cosmovisión del hombre andino desde antaño de considerarlos como el dominio sagrado de los muertos y de los espíritus de la tierra. 
La Región Janca o Cordillera es la región geográfica más alta del territorio peruano. Esta zona se extiende desde los 4800 m hasta los 6,746 m s. n. m., que viene a ser la cumbre del nevado Huascarán, el punto más alto del Perú. Esta es la región de los glaciares y nevados del Perú. Janca significa blanco, debido a que su relieve escarpado y de aspecto rocoso, se ve cubierto de nieves y glaciares. 
Desde la frontera peruana con Chile y Bolivia, la Región Janca aparece de manera discontinua hasta el departamento de La Libertad. La Cordillera Blanca, la Cordillera Huayhuash, la Cordillera de Vilcanota, la Cordillera de Vilcabamba y la Cordillera Urubamba son las que tienen varias montañas con nieves persistentes; por lo tanto, culminan sus pisos altitudinales con esta región. Al norte de La Libertad hasta la frontera con el Ecuador el sistema andino termina en la Puna o Jalca. Esto se debe a que los Andes van perdiendo altitud a medida que se acerca a la zona tropical. 
La actividad predominante de esta zona es la minería que concentra la atención del poblador altoandino.

## Clima

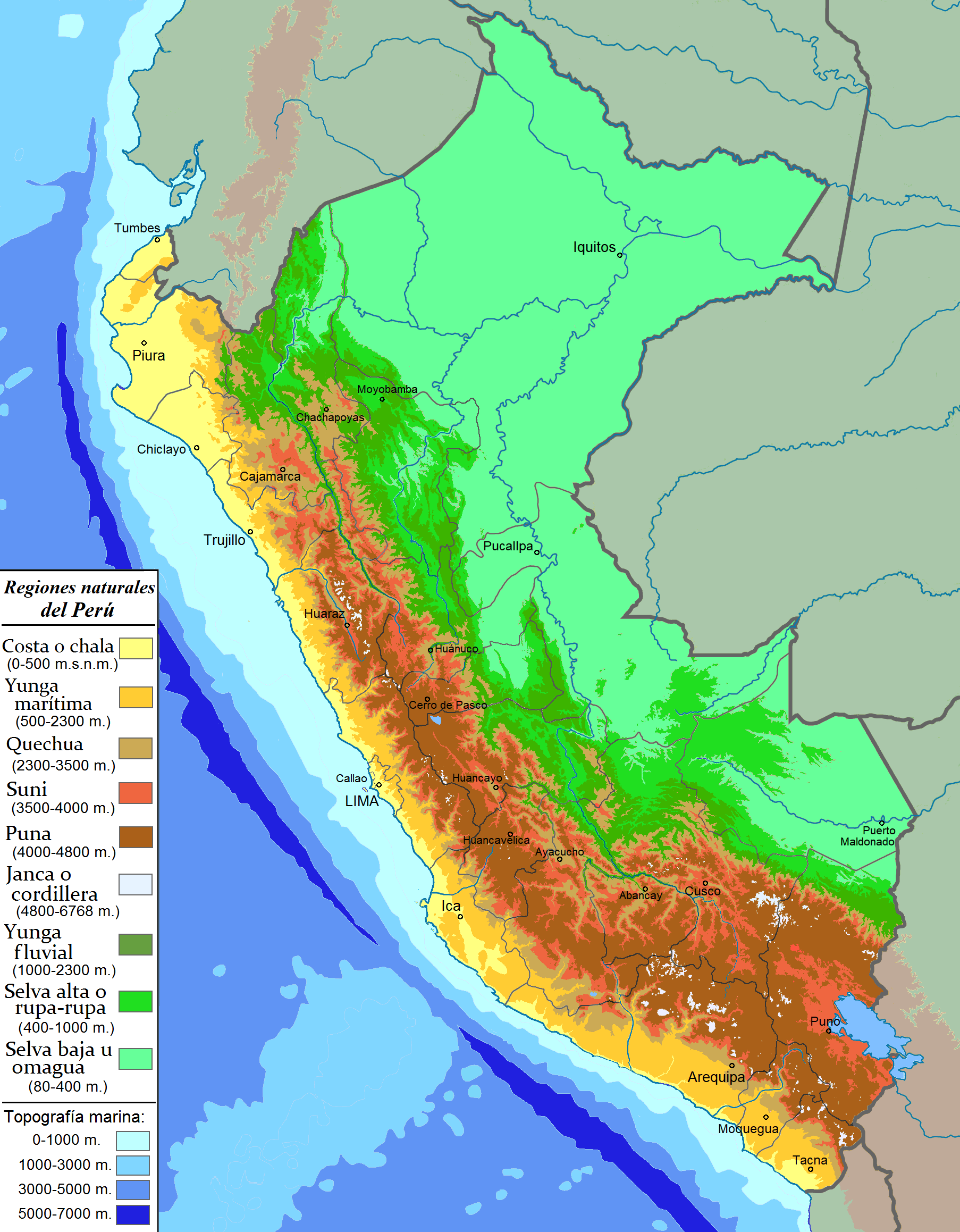
La región Janca figura en el mapa como puntos aislados de color blanco.

La región Janca presenta clima polar, nival o gélido de alta montaña. Las precipitaciones son sólidas manifestándose como nieve y hielo.

## Relieve
La región Janca presenta un relieve abrupto y escarpado, rocoso; cubierto en grandes sectores por nieve y glaciares.  (* Punto más elevado al nevado del Huascarán con 6 746m - Cordillera Blanca - Ancash)

## Flora y fauna de Janca
La región Janca es la de menor cobertura animal y vegetal. La flora típica está conformada por la yareta, yaretilla, festuca, musgos y líquenes, también crecen hierbas como la huamanripa. De otro lado la Fauna es escasa y se ve esporádicamente el cóndor, este animal es el único que puede llegar a esta altura.

## Pueblos de Janca
Son pocos los poblados a esta altitud, dada la inclemencia del clima. Generalmente se trata de asentamientos mineros tales como Morococha y La Rinconada, este último considerado el poblado permanente más alto del mundo.